# Elkton (Maryland)
Elkton település az Amerikai Egyesült Államok Maryland államában, Cecil megyében, melynek megyeszékhelye is. Lakosainak száma 15 807 fő (2020. április 1.).

## Népesség
A település népességének változása:

| 2010 | 15 443 |
| 2020 | 15 807 |